# پروپاستامول

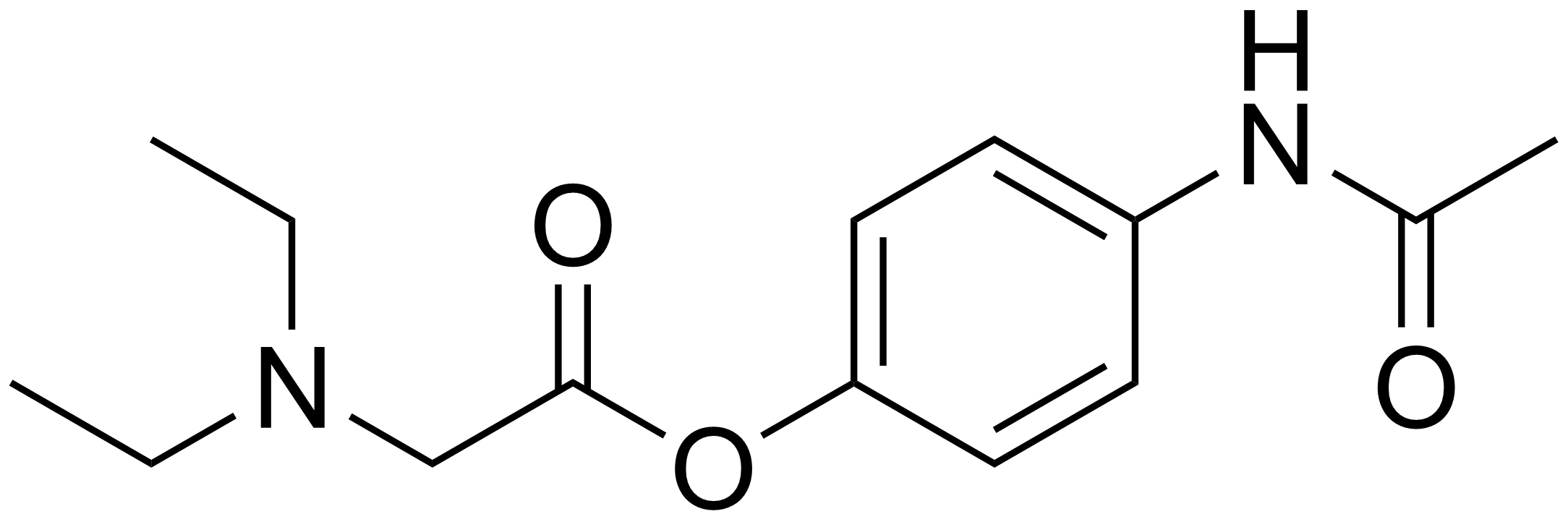
فرمول ساختاری پروپاستول.

پروپاستامول (به انگلیسی: Propacetamol)
رده درمانی: داروهای مسکن
اشکال دارویی: آمپول وریدی

## موارد مصرف
پروپاستامول پیش داروی استامینوفن است و جهت تب بر و مسکن به کار می‌رود. همچنان برای مراقبت‌های بعد از عمل جراحی به صورت تزریق وریدی استفاده می‌شود.

## مکانیسم اثر
این دارو طی متابولیسم کبدی به استامینوفن تبدیل می‌شود.

## عوارض جانبی
مشابه استامینوفن.